# 野邉大地
野邉 大地（のべ だいち、1996年8月16日 - 2018年6月14日）は、日本のスタントマン、俳優。埼玉県出身。
身長は171cm。血液型はAB型。体重69kg。ジャパンアクションエンタープライズに所属していた。

## 生涯
特技は野球。普通自動二輪の免許に、スキューバーダイビングオープンウォーターの資格を持つ。

### 突然の訃報
2018年6月13日午前11時20分頃、千葉県白子町のホテルでスタントの訓練中、意識を失って病院に搬送され、翌14日の午前5時40分に死去した。21歳没。茂原署によると野邉に外傷は無く、頭部を強く打ったことが死因と見られている。野邉は1年に1回程度行っているアクション訓練の合宿中で、高さ15メートルのホテル5階から縦5メートル、横7メートル、厚さ2.5メートルのエアマットに背中からマットに落ちるアクションの練習をしており、3回目の飛び降りの直後に意識を失い搬送されたという。
訃報を受け、『仮面ライダービルド』に共演していた前川泰之は、「皆さん、今晩は」の書き出しで「今日、『仮面ライダー ビルド』のアクション俳優として一緒に作品作りをしてきた、野邉大地さんが21歳の若さで急逝されました。同じ作品に携わる大切な仲間を失ったこと、まだまだ夢に向かって走り出したばかりの若い才能が失われてしまったこと、本当に残念でなりません。また本人の無念と、ご家族の哀しみを思うと言葉がありません。私達の使命は、野邉さんがビルドに注いでくれた愛情と、志した夢の分まで、最後まで全身全霊で『仮面ライダー ビルド』に取り組んで行くことだと感じています。心よりご冥福をお祈りいたします」と追悼した。
映画『劇場版 仮面ライダービルド Be The One』では、エンドクレジットに「In memory of Daichi Nobe」との献辞が掲げられている。

## 出演

### テレビドラマ
- 新日曜ドラマ
  - 視覚探偵日暮旅人（2017年1月） ※ゲストとして
  - フランケンシュタインの恋 最終話（2017年6月） - 警官 役

### 特撮テレビドラマ
- 仮面ライダーシリーズ
  - 仮面ライダーゴースト（2015年 - 2016年）
  - 仮面ライダーエグゼイド（2016年 - 2017年）
  - 仮面ライダービルド（2017年 - 2018年）
- スーパー戦隊シリーズ
  - 動物戦隊ジュウオウジャー（2016年 - 2017年）
  - 宇宙戦隊キュウレンジャー（2017年 - 2018年）
  - 快盗戦隊ルパンレンジャーVS警察戦隊パトレンジャー（2018年 - 2019年）

### 映画
- 仮面ライダーシリーズ
  - 仮面ライダー平成ジェネレーションズ Dr.パックマン対エグゼイド&ゴーストwithレジェンドライダー（2016年）
  - 劇場版 仮面ライダーエグゼイド トゥルー・エンディング （2017年）
  - 仮面ライダー平成ジェネレーションズ FINAL ビルド&エグゼイドwithレジェンドライダー（2017年）
  - 劇場版 仮面ライダービルド Be The One（2018年）※遺作
- 仮面ライダー×スーパー戦隊 超スーパーヒーロー大戦（2017年）

### ビデオ
- 炎神戦隊ゴーオンジャー 10 YEARS GRANDPRIX - ゴーオングリーン（2018年）
- 仮面ライダーエグゼイド トリロジー アナザー・エンディング 仮面ライダーゲンムVS仮面ライダーレーザー（2018年）